# Victoria Wicky
Pour les articles homonymes, voir Wicky.
Victoria Wicky, née le 20 octobre 1982, est une snowboardeuse française. Elle est notamment médaillée de bronze aux Mondiaux de 2003.

## Résultats

### Championnats du monde
- Championnats du monde 2001
  - 10e en snowboardcross
- Championnats du monde 2003
  -  Médaille de bronze en snowboardcross

### Coupe du monde
- Meilleur résultat au classement général : 58e en 2001
- Meilleur résultat au classement du snowboardcross : 9e en 2002